# Банат (футбольный клуб)
«Ба́нат» (серб. ФK Банат) — бывший сербский футбольный клуб клуб из города Зренянин, в Средне-Банатском округе автономного края Воеводина. Клуб проводил домашние матчи на стадионе «Караджордже», вмещающем 13 500 зрителей.

## История
«Банат» был образован в 2006 году путём слияния зренянинского «Пролетера» и «Будучности» из села Банатски-Двор. Однако клуб начал выступать под новым именем только через полгода. В своём дебютном сезона 2006/07 в Суперлиге занял 9-е место и пробился а полуфинал кубка Сербии. В сезоне 2008/09 «Банат» последнее место и вылетел в Первую лигу.

## Статистика сезонов
| Сезон   | Дивизион       | Место | Кубок |
| ------- | -------------- | ----- | ----- |
| 2006/07 | Суперлига      | 9-е   | 1/2   |
| 2007/08 | Суперлига      | 11-е  |       |
| 2008/09 | Первая лига    | 12-е  |       |
| 2009/10 | Первая лига    | 11-е  |       |
| 2010/11 | Первая лига    | 4-е   |       |
| 2011/12 | Первая лига    | 14-е  |       |
| 2012/13 | Первая лига    | 15-е  |       |
| 2013/14 | Лига Воеводины | 9-е   |       |
| 2014/15 | Лига Воеводины | 11-е  |       |
| 2015/16 | Лига Воеводины | 15-е  |       |